# 马兹罗勒 (滨海夏朗德省)
马兹罗勒（法語：Mazerolles，法語發音：[mazʁɔl]）是法国滨海夏朗德省的一个市镇，位于该省南部，属于桑特区。

## 地理
马兹罗勒（45°33'20"N, 0°35'21"W）面积5.23 平方千米，位于法国新阿基坦大区滨海夏朗德省，该省份为法国西部滨海省份，北起旺代省，西临大西洋，南至吉倫特省，东南接多爾多涅省，东北接德塞夫勒省接壤，东临夏朗德省。
与马兹罗勒接壤的市镇（或旧市镇、城区）包括：雅泽讷、蓬镇、圣康坦德朗萨讷、唐扎克。

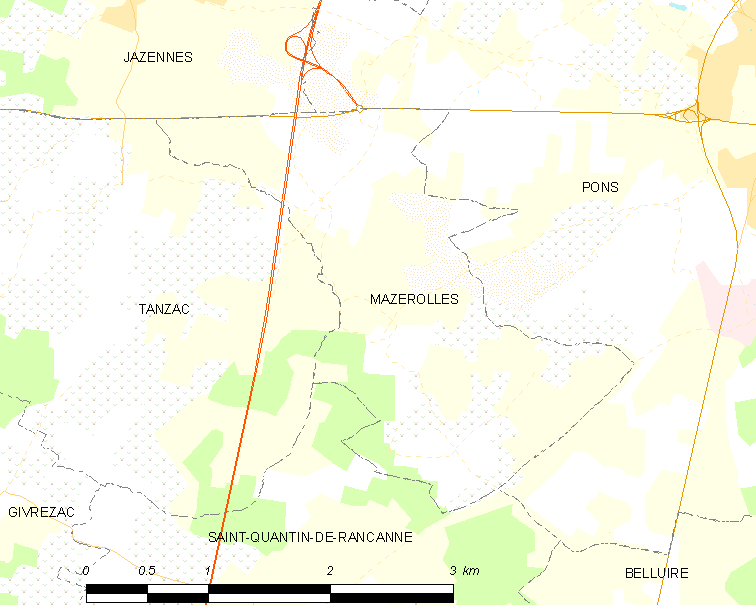
的OSM定位图

马兹罗勒的时区为UTC+01:00、UTC+02:00（夏令时）。

## 行政
马兹罗勒的邮政编码为17800，INSEE市镇编码为17227。

## 政治
马兹罗勒所属的省级选区为蓬镇县。

## 人口

1962-2008年间人口变化图示

马兹罗勒于2022年1月1日时的人口数量为236人。